# Bandiera del Principato di Monaco
La bandiera del Principato di Monaco è composta da due bande orizzontali di uguali dimensioni, rossa quella superiore e bianca quella inferiore. È simile alla bandiera indonesiana, da cui differisce per proporzioni e per una tonalità di rosso leggermente più scura, e alla bandiera polacca, la quale ha i colori invertiti. Rosso e bianco sono i colori araldici della famiglia Grimaldi fin da almeno il 1339, ma il disegno della bandiera è cambiato nel corso del tempo, divenendo la bandiera ufficiale dal 4 aprile 1881.

## Bandiera di stato
La bandiera di Stato del Principato di Monaco consiste nello stemma monegasco su sfondo bianco. Viene esposta sugli uffici governativi, sul palazzo del principe, in presenza di funzionari governativi e come insegna sul panfilo del principe.